# Ульф Крістерссон
Ульф Яльмар Ед Крістерссон (швед. Ulf Hjalmar Ed Kristersson; нар. 29 грудня 1963, Лунд) — шведський політик, Прем'єр-міністр Швеції з 18 жовтня 2022 року та лідер Помірної коаліційної партії з 2017 року.

## Життєпис
Ульф Крістерссон вивчав економіку в Уппсальському університеті, з 1988 до 1992 р. очолював молодіжну організацію Помірної коаліційної партії — Помірну молодіжну лігу. 1991 року вперше отримав мандат члена парламенту Швеції, деякий час працював у приватному секторі, з 2002 р. обіймав посаду комісара з фінансів міста Ескільстуна. 2006 року Крістерссон став заступником мера Стокгольма з питань соціальних справ та праці. З 2010 до 2014 рр. — міністр охорони здоров'я і соціальних справ в уряді Фредріка Райнфельдта.
З 2017 року — лідер Помірної коаліційної партії та лідер опозиції (до 2022 року).
Як лідер правоцентристської коаліції, що перемогла на парламентських виборах 2022 року, обраний прем'єр-міністром Швеції 17 жовтня 2022. Представив склад уряду 18 жовтня 2022 року.

## Нагороди
- Орден князя Ярослава Мудрого I ст. (Україна, 23 серпня 2024) — за вагомий особистий внесок у зміцнення міждержавного співробітництва, підтримку суверенітету та територіальної цілісності України, популяризацію Української держави у світі[4]